# Anda, Bohol

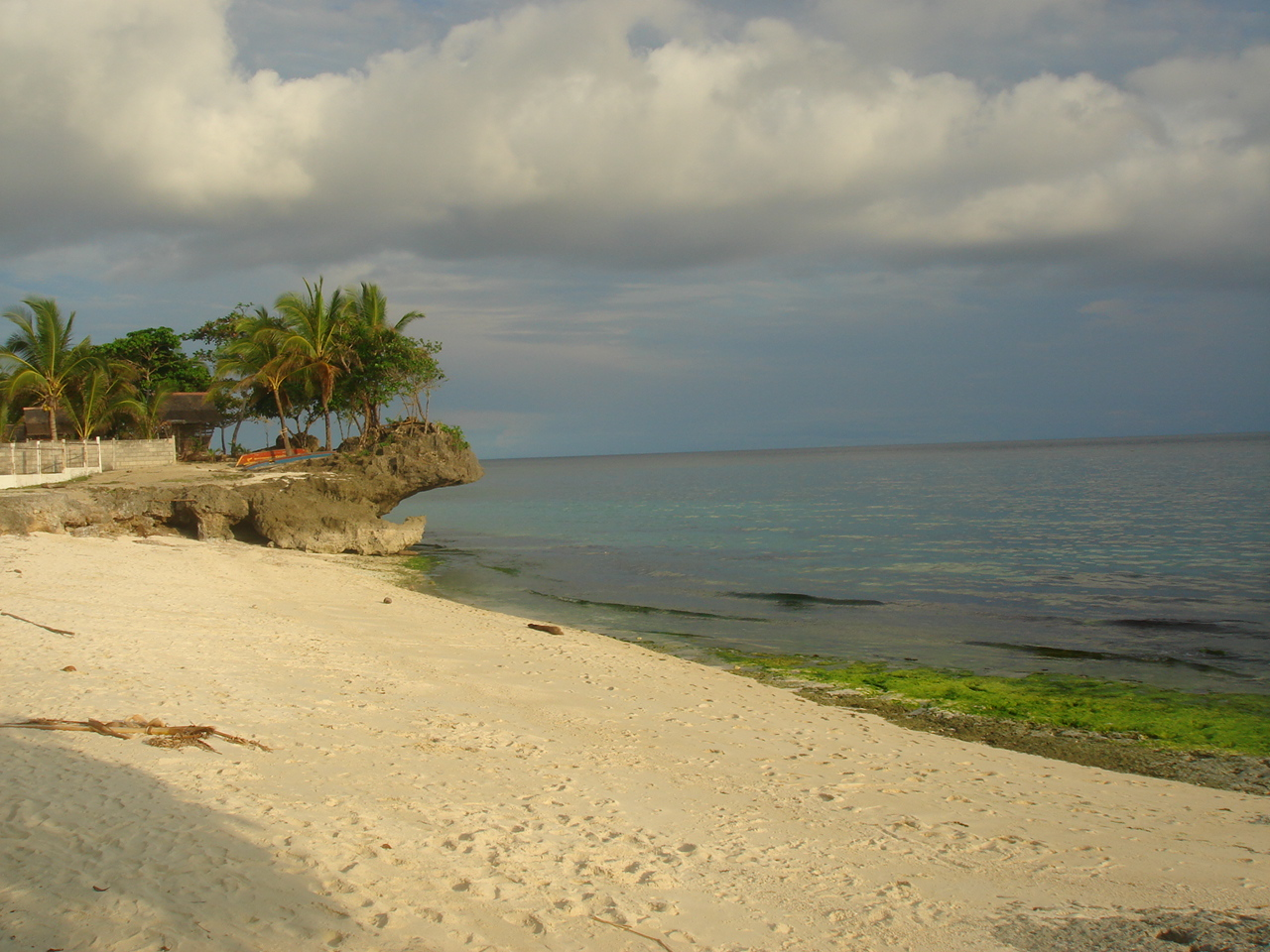
Bãi biển ở Anda, Bohol, Philippines

Anda là đô thị hạng 5 ở tỉnh Bohol, Philippines. Theo điều tra dân số năm 2007, đô thị này có dân số 16.616 người. Anda có các bãi tắm cát trắng.

## Các đơn vị hành chính
Anda về mặt hành chính được chia thành 16 khu phố (barangay).
| - Almaria - Bacong - Badiang - Buenasuerte - Candabong - Casica - Katipunan - Linawan | - Lundag - Poblacion - Santa Cruz - Suba - Talisay - Tanod - Tawid - Virgen |